# Karlštejnský purkrabí

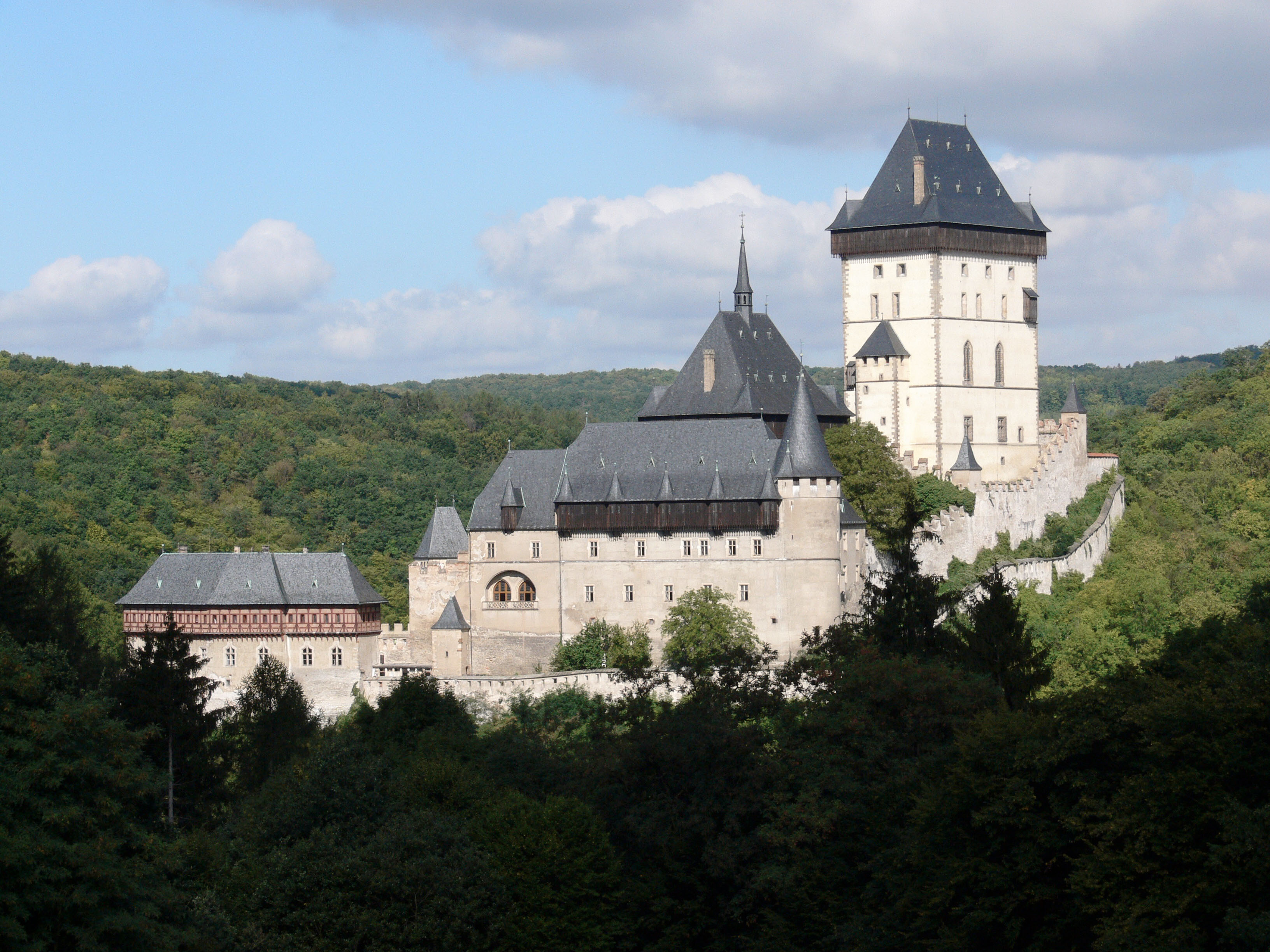
Hrad Karlštejn založený Karlem IV. v roce 1348

Karlštejnský purkrabí (v historických pramenech obvykle v opačném pořadí purkrabí karlštejnský, německy Burggraf von Karlstein) byl původně úřad správce hradu Karlštejn a okolí, který měl odpovídající správní a soudní pravomoci. S významem Karlštejna jako archivem zemských privilegií a úložištěm českých korunovačních klenotů jeho důležitost vzrostla. Za Jiřího z Poděbrad (českým králem 1458–1471) se zařadil mezi nejvyšší zemské úředníky (beneficiarii supremi). Jmenováni byli dva, jeden za panský a druhý za rytířský stav. V dohodě mezi šlechtou a panovníkem z roku 1497, která určila pořadí zemských úřadů, obsadili 10. a 11. místo. Za nimi už byl jen purkrabí Hradeckého kraje. Úřad byl zrušen roku 1625 po přenesení korunovačních klenotů do chrámu sv. Víta v Praze. Jejich místo mezi 12 hlavními zemskými úředníky zaujal prezident nad apelacemi a prezident české komory. 
V době vykonávání úřadu nesměl žádný z purkrabích ani na krátkou dobu opustit království. V případě války museli oba pobývat na hradě. K jejich povinnostem patřila i ochrana korunovačních klenotů, pokud byly převezeny do Prahy za účelem korunovace. Úřad spojený s hradním manstvím byl zatížen mnoha finančními břemeny, která královská komora nestačila umořovat podle zvyklostí příjmy z posudného. S peněžním vyrovnáním takovýchto závazků se museli vypořádat sami purkrabí. Obvykle proto držitelé tohoto úřadu nemohli rychle zbohatnout.
Jmenovaní purkrabí z rytířského stavu získali obvykle předchozí politické zkušenosti jako krajští hejtmani nebo jako purkrabí Hradeckého kraje.
V 17. století se jednalo se o výnosný úřad. Příjem z úřadu vynášel Vilému Slavatovi z Chlumu a Košumberka nebo Jindřichu Matyáši Thurnovi 8000 zlatých ročně. Příjmy z úřadu však pobíral vždy jen jeden, a to ten, který sloužil déle, dokud nezemřel nebo nebyl sesazen. Pro toho druhého to byl pouze čestný úřad.

## Seznam purkrabí karlštejnských za panský stav
- 1389 Kunát Kaplíř ze Sulevic
- 1406–1418 Kuneš z Olbramovic
- 1436–1448 Menhart II. z Hradce (1398 – 3. 2. 1449 Říčany)
- 1448–1450 Oldřich z Hradce
- 1454–1459 Jindřich Berka z Dubé a Lipé
- 1460–1496 (28. 8.) Beneš z Veitmile († 28. 8. 1496)
- 1496–1497 Albrecht II. Libštejnský z Kolowrat (1463 – 25. 5. 1510)
- 1498–1504 Zdeněk Lev z Rožmitálu a z Blatné (před 1470 – 14. 7. 1535 Blatná)
- 1507–1511 Tobiáš Kaplíř ze Sulevic
- 1518–1528 (9. 9.) Jan II. ze Šternberka na Bechyni († 9. 9. 1528)
- 1530–1546 Vilém V. Švihovský z Rýzmberka na Dobříši
- 1546–1549 Adam I. ze Šternberka na Zelené hoře († 6. 2. 1560)
- 1551–1554 Jáchym z Hradce (14. 7. 1526 – 12. 12. 1565 utopil se v Dunaji u Vídně)
- 1555–1577 Jan Bořita z Martinic na Smečně († 1577)
- 1578–1599 Jáchym Novohradský z Kolowrat na Košátkách (asi 1530 – 17. ledna 1600)
- 1602–1604 Jáchym Oldřich z Hradce (24. 1. 1579 – 23. 1. 1604 Jindřichův Hradec)
- 1604–1611 Vilém Slavata z Chlumu a Košumberka (1. 12. 1572 Čestín – 19. 1. 1652 Vídeň)
- 1611–1615 Jindřich Matyáš hrabě z Thurnu na Veliši (14. 12. 1567 Innsbruck – 28. 1. 1640 zámek Pernava, Livonsko) – poprvé
- 1616–1618 Jaroslav Bořita z Martinic (6. 1. 1582 – 21. 11. 1649 Praha) – poprvé[4]
- 1619–1620 Jindřich Matyáš hrabě z Thurnu na Veliši  (14. 12. 1567 Innsbruck – 28. 1. 1640 zámek Pernava, Livonsko) – podruhé
- 1621–1622 Jaroslav Bořita z Martinic (6. 1. 1582 – 21. 11. 1649 Praha) – podruhé
- 1623–1625 (16. 5.) Bedřich z Talmberka na Vlašimi († 13. 10. 1643)

## Seznam purkrabí karlštejnských za rytířský stav
- 1419–1420 Jan z Hrádku
- 1420–1433 (20. 7.) Zdeslav Tluksa z Buřenic († 20. 7. 1433)
- 1436–1437 (17. 7.) Mikeš Poledne z Lidic na Kozolupech († 17. 7. 1437)
- 1437 Hynek z Valdeka
- 1439–1440 Zikmund Bolochovec z Pušperku
- 1440–1442 Jakub z Řitky († 1442)
- 1458–1463 Albrecht Šic z Drahynic
- 1466–1467 Jan Peygar
- 1469 Rus z Hřešihlav
- 1499–1500 Heřman z Vojslavic na Loutkově
- 1500–1502 Jan z Klenového na Žinkovách
- 1507–1511 Tobiáš Kaplíř ze Sulevic
- 1525–1526 (29. 8.) Jindřich Kutnaur z Kutnova na Pecce († 29. 8. 1526)
- 1526–1529 Václav Haugvic z Biskupic na Roudnici a Kopidlně (nejvyšší písař)
- 1529–1538 Jan Bechyně z Lažan na Pěčíně
- 1538 (15. 5.) – 1558 Šebestián Markvart z Hrádku na Nekměři
- 1560–1568 Vilém Muchek z Bukové na Chodově († 1569)
- 1570–1575 (15. 10.) Mikuláš Miřkovský z Tropčic († 15. 10. 1575)
- 1576–1586 Jan (starší) Kinský z Vchynic na Zásmucích (1536 – 27. 4. 1590)[5]
- 1592–1603 Václav Ples Heřmanský ze Sloupna
- 1603–1605 Jan Vřesovec z Vřesovic na Podsedicích a Libčevsi († 1605)[6]
- 1605–1612 Kryštof Vratislav z Mitrovic na Lochovicích († 1612)
- 1612–1613 Ctibor Tiburcius Žďárský ze Žďáru na Kladně
- 1615–1618 Adam Hrzán z Harasova († 11. 1 1619)
- 1619–1620 Jindřich Otta z Losu na Komárově (1541 – 21. 6. 1621 Praha, popraven)
- 1623–1624 Přibík Jeníšek z Újezda (okolo 1580 – 25. 3. 1651 Praha)
- 1624 (24. 2.) – 1625 (16. 5.) Humprecht III. Czernin z Chudenic (duben 1570 – 22. 5. 1632)